# Slaughterville
Slaughterville é uma cidade  localizada no estado norte-americano de Oklahoma, no Condado de Cleveland.

## Demografia
Segundo o censo norte-americano de 2000, a sua população era de 3609 habitantes.
Em 2006, foi estimada uma população de 3850, um aumento de 241 (6.7%).

## Geografia
De acordo com o United States Census Bureau tem uma área de
99,1 km², dos quais 98,7 km² cobertos por terra e 0,4 km² cobertos por água.

## Localidades na vizinhança
O diagrama seguinte representa as localidades num raio de 20 km ao redor de Slaughterville.